# 武林门

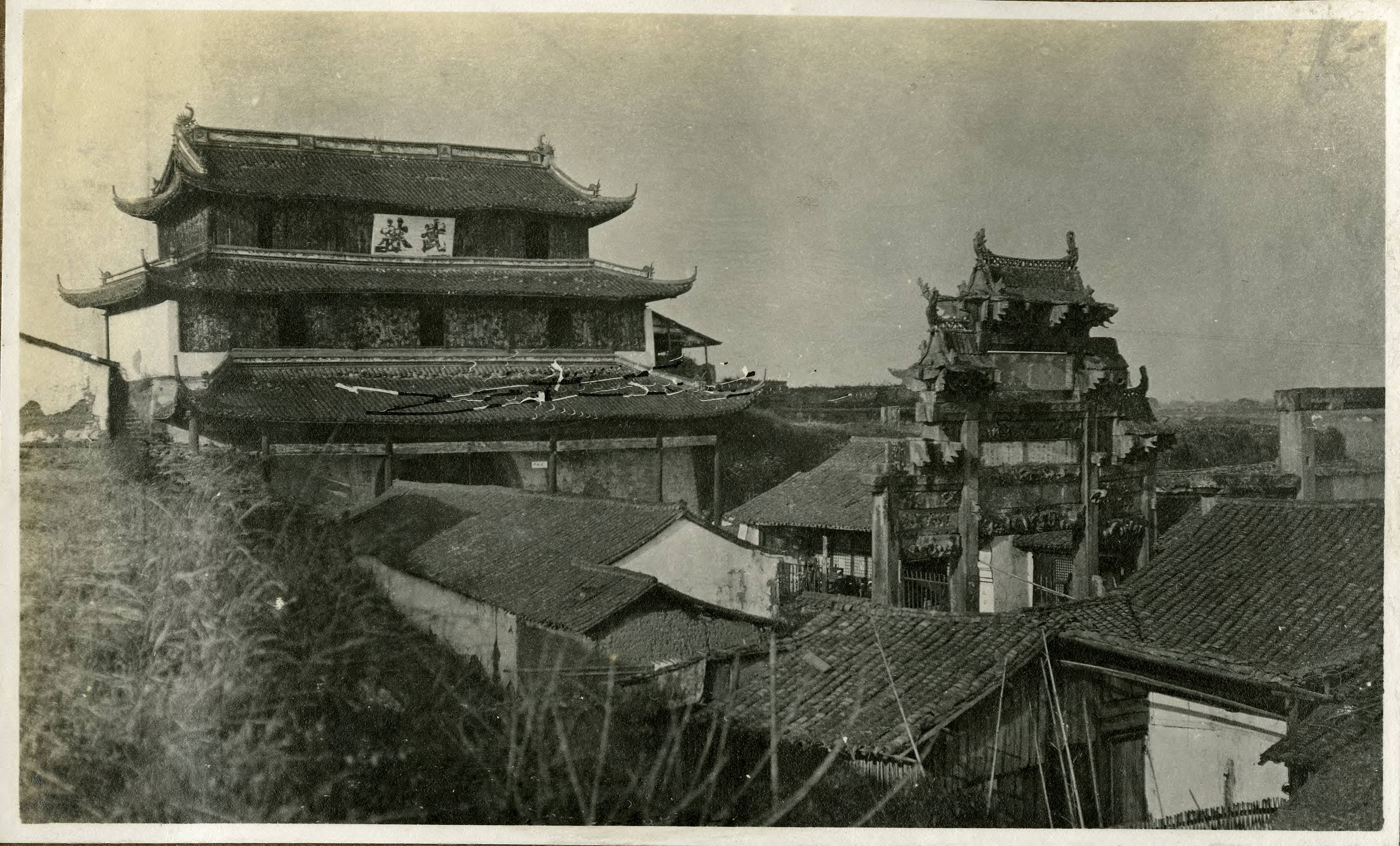
20世纪初武林门及门前的贞节牌坊

武林门历史上是杭州城的北大门，现代武林门地处武林路与体育场路交叉口北侧，周围是杭州最繁华的商业区。

## 历史
隋文帝时筑杭州城，城门十二座，北门只有余杭门。南宋有十三个城门，北门也仅此一座，因关外有“北关夜市”，也被称为北关门，俗称百官门。明代以后改称武林门。
民国时期，武林门和凤山门因筑路而被拆除。